# 京都市立呉竹総合支援学校
京都市立呉竹総合支援学校（きょうとしりつ くれたけそうごうしえんがっこう）は、京都府京都市伏見区桃山福島太夫北町にある特別支援学校。

## 交通
- 京阪本線丹波橋駅・近鉄京都線近鉄丹波橋駅より徒歩約8分。

## 設置学部
- 小学部
- 中学部
- 高等部

## 沿革
- 1958年（昭和33年）4月15日 - 京都市立桃山小学校呉竹分校として開校。
- 1958年（昭和33年）10月1日 - 京都市立呉竹養護学校として認可。
- 1959年（昭和34年）4月1日 - 中学部を設置。
- 1967年（昭和42年）4月 - スクールバス運行開始。
- 1974年（昭和49年）4月1日 - 桃陽分校を設置。
- 1975年（昭和50年）4月1日 - 鳴滝分校を設置。
- 1975年（昭和50年）4月10日 - 高等部設置。
- 1977年（昭和52年）4月 - 鳴滝分校が鳴滝養護学校として独立。
- 1979年（昭和54年）4月 - 桃陽分校が桃陽養護学校として独立。
- 2004年（平成16年）4月 - 総合制・地域制実施により京都市立呉竹総合養護学校と改める。
- 2007年（平成19年）4月 - 京都市立呉竹総合支援学校と改める。
- 2009年（平成21年） - 創立50周年を迎える。